# Karkajmy
Karkajmy (deutsch Korbsdorf) und Karkajmy Małe sind zwei zusammenhängende Orte in der polnischen Woiwodschaft Ermland-Masuren. Sie gehören zur Stadt-und-Land-Gemeinde Orneta (Wormditt) im Powiat Lidzbarski (Kreis Heilsberg).

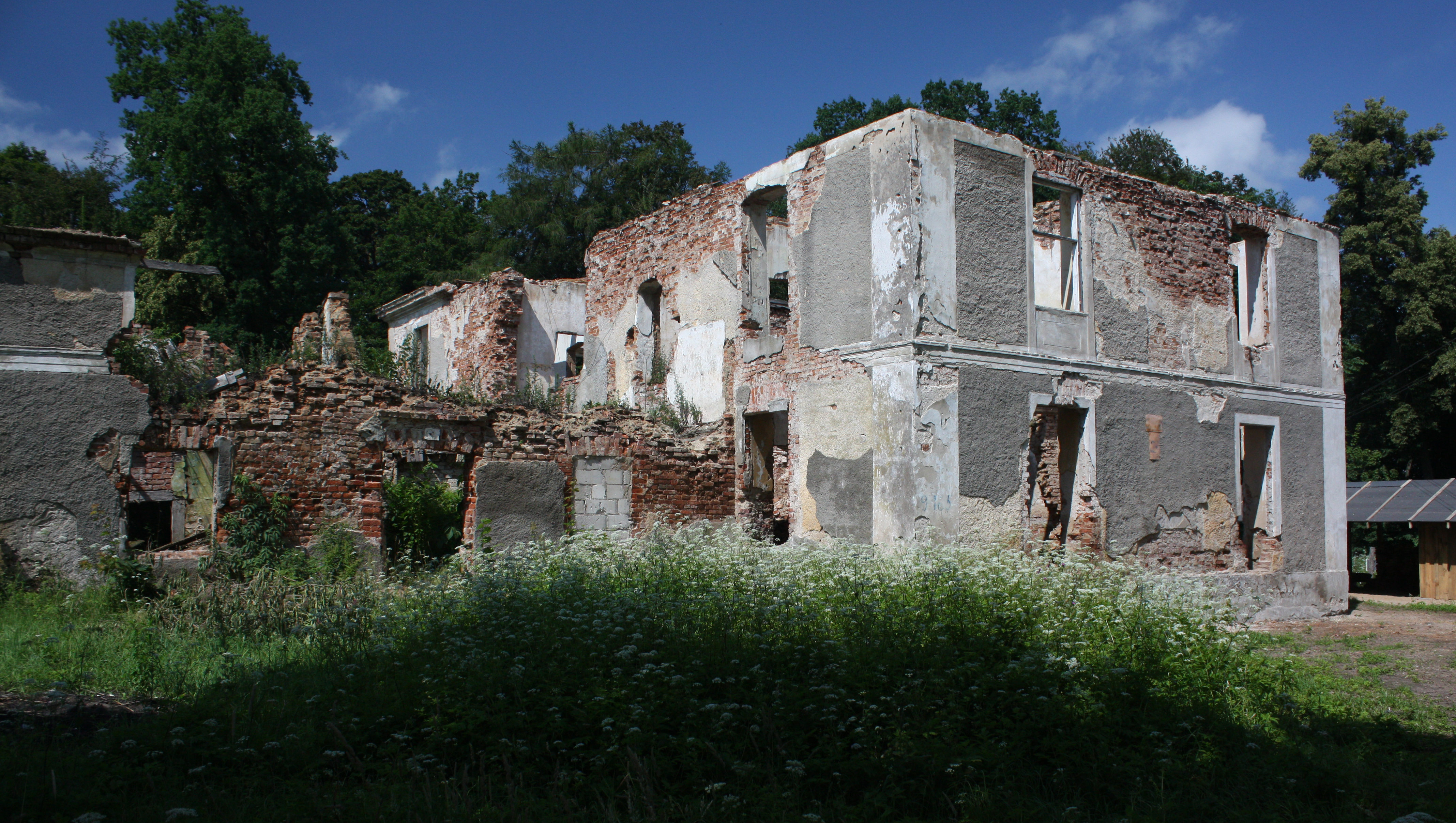
Korbsdorfer Gutsgebäuderuinen in Karkajmy

## Geographische Lage
Karkajmy liegt im Nordwesten der Woiwodschaft Ermland-Masuren, 36 Kilometer südöstlich der früheren Kreisstadt Braunsberg (polnisch Braniewo) bzw. 32 Kilometer westlich der heutigen Kreismetropole Lidzbark Warmiński (deutsch Heilsberg). 
Karkajmy Małe liegt zweihundert Meter in Richtung der Stadt Orneta entfernt.

## Geschichte

### Karkajmy (Korbsdorf)
Der kleine Ort Kaarskdorf – erst um 1785 Korbsdorf genannt – bestand in seinem Kern aus einem Gut mit großem Park. Hier war im 18. Jahrhundert u. a. die Gutsbesitzerfamilie von Schau ansässig, aus der das langjährige Mitglied des Preußischen Landtags Friedrich Thomas Stanislaus von Schau rekrutierte.
Korbsdorf wurde 1874 Teil des neu errichteten Amtsbezirks Tüngen (polnisch Bogatyńskie) im ostpreußischen Kreis Braunsberg im Regierungsbezirk Königsberg.
Weit über Korbsdorf hinaus berühmt war die Pferdezucht der Gutsbesitzerfamilie von Kobylinski, die seit 1870 reingezogene, edle, warmblütige Schecken züchtete.
Der Gutsort Korbsdorf zählte im Jahre 1910 133 Einwohner. Am 30. September 1928 verlor das Dorf seine Eigenständigkeit: es wurde zusammen mit dem Nachbargut Tüngen in die Landgemeinde Tüngen (polnisch Bogatyńskie) eingegliedert.
In Kriegsfolge wurde 1945 das gesamte südliche Ostpreußen an Polen abgetreten. Korbsdorf erhielt die polnische Namensform „Karkajmy“ und ist heute eine Osada (= „Siedlung“) im Verbund der Gmina Orneta (Stadt-und-Land-Gemeinde Wormditt) im Powiat Lidzbarski (Kreis Heilsberg), von 1975 bis 1998 der nWoiwodschaft Elbląg, seither der Woiwodschaft Ermland-Masuren zugehörig. Karkajmy zählte im Jahre 2021 132 Einwohner. Das einstige Gutshaus steht leer und macht einen sehr verfallenen-verwüsteten Eindruck.

### Karkajmy Małe
An das Dorf Karkajmy grenzt im Nordosten Karkajmy Małe (mały = „klein“) an. Es handelt sich um eine Kolonia, die eigenständig, aber mit Karkajmy verbunden ist,  und wie das Dorf zur Gmina Orneta gehört. Über die Geschichte des kleinen Orts liegen keine Belege vor, es ist anzunehmen, das Karkajmy Małe erst nach 1945 entstanden ist und somit auch keine deutsche Ortsbezeichnung getragen hat.

## Religion
Bis 1945 war Korbsdorf kirchlich mit der Stadt Wormditt verbunden und gehörte zur  römisch-katholischen Pfarrei innerhalb des Bistums Ermland bzw. zur dortigen evangelischen Pfarrkirche in der Kirchenprovinz Ostpreußen der Kirche der Altpreußischen Union.
Heute gehören Karkajmy und auch Karkajmy Małe römisch-katholischerseits immer noch zur Pfarrei in Orneta, die jetzt dem Erzbistum Ermland zugeordnet ist, außerdem zur Diözese Masuren der Evangelisch-Augsburgischen Kirche in Polen.

## Verkehr
Karkajmy liegt mit Karkajmy Małe an einer Nebenstraße, die bei der Stadt Orneta von der Woiwodschaftsstraße 528 abzweigt und nach Bogatyńskie (Tüngen) führt. Orneta ist auch die nächste Bahnstation und liegt an der Bahnstrecke Olsztyn Gutkowo–Braniewo der Polnischen Staatsbahn.

## Persönlichkeiten
- Ferdinand von Schau (* 26. August 1768 auf Gut Korbsdorf), deutscher Beamter, Landrat, Rittergutsbesitzer auf Korbsdorf († 1840)